# دادستان (مجموعه تلویزیونی لهستانی)
دادستان (لهستانی: Prokurator) یک مجموعهٔ تلویزیونی جنایی لهستانی است که در سال ۲۰۱۵ منتشر شد.

## گزیدهٔ بازیگران
- یاتسک کومان
- وویچیخ ژیلینسکی
- ماگدالنا چلتسکا
- دوروتا کولاک
- یانوش میخائوفسکی
- سزاری کوشینسکی
- ماوگوژاتا روژنیاتوفسکا
- ماگدالنا تورچنیه‌ویچ
- آنیتا یانچا
- یانوش اونوفروویچ